# Dirfis-Mesapia
Dirfis-Mesapia (gr. Δήμος Διρφύων-Μεσσαπίων, Dimos Dirfion-Mesapion) – gmina w Grecji, w administracji zdecentralizowanej Tesalia-Grecja Środkowa, w regionie Grecja Środkowa, w jednostce regionalnej Eubea. W 2011 roku liczyła 18 800 mieszkańców. Powstała 1 stycznia 2011 roku w wyniku połączenia dotychczasowych gmin Dirfis i Mesapia. Siedzibą gminy jest Psachna.